# Caças de segunda geração

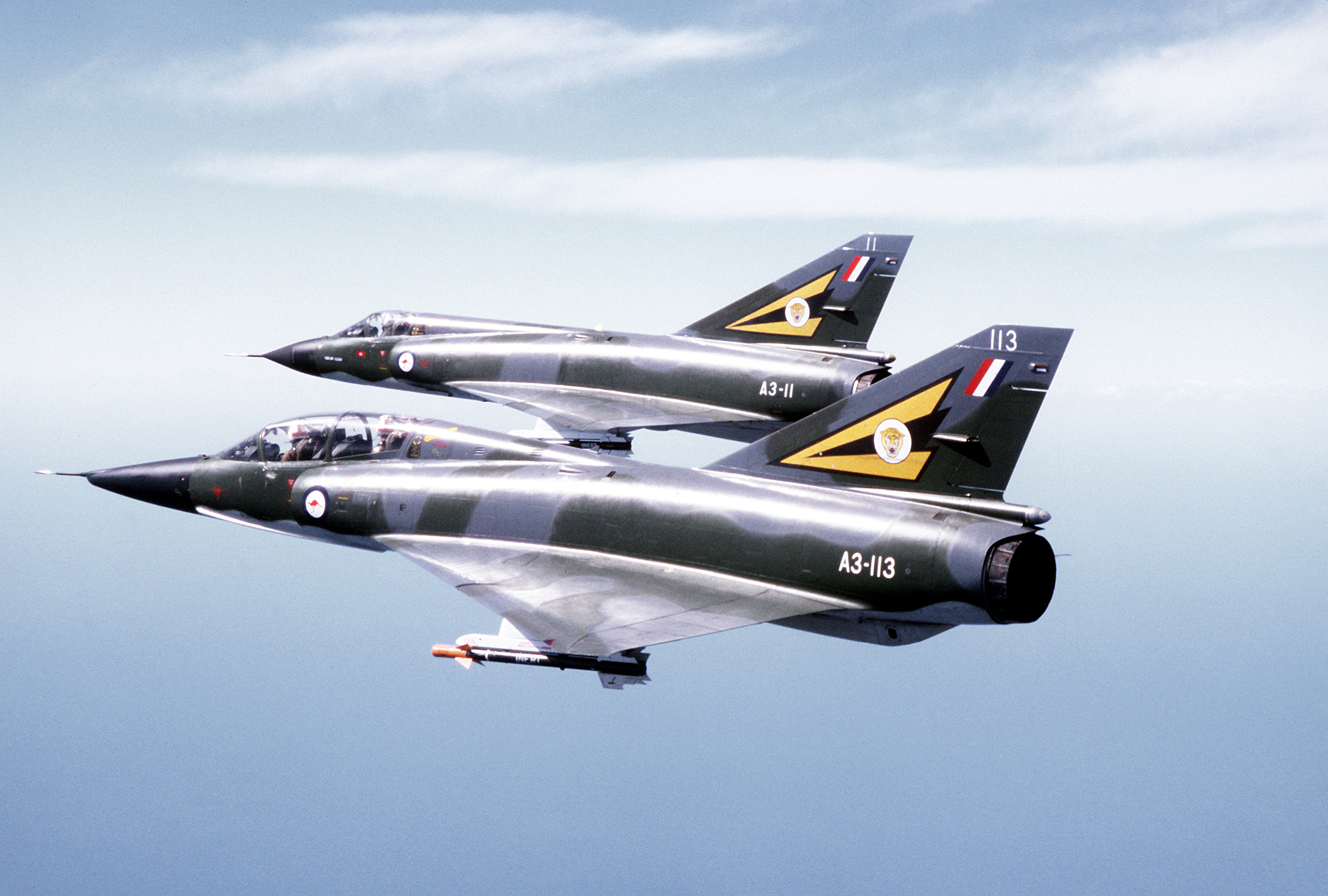
Dassault Mirage III

Caças de segunda geração são aeronaves a jato que existiam entre meados dos anos 1950 e início dos anos 1960. O desenvolvimento de caças de segunda geração foi moldado por descobertas tecnológicas, lições aprendidas das batalhas aéreas da Guerra da Coreia e um foco na condução de operações em um ambiente de guerra nuclear. Os avanços tecnológicos em aerodinâmica, propulsão e materiais de construção aeroespaciais (principalmente ligas de alumínio) permitiram aos projetistas experimentar com inovações aeronáuticas, tais como asas em flecha e em delta. O uso generalizado de motores turbojatos fez destas as primeira aeronaves a quebrar a barreira de som e capazes de sustentar velocidades supersônicas.

## Exemplos de caças de segunda geração
- França
  - Dassault Étendard IV
  - Dassault Super Mystère
  - Dassault Mirage III/5
- Índia
  - HAL HF-24 Marut
- Israel
  - IAI Nesher
- Itália
  - Fiat G.91
- China
  - Shenyang J-6 'Farmer'
  - Chengdu J-7 'Fishbed'
- Suécia
  - Saab 32 Lansen
  - Saab 35 Draken
- União Soviética
  - Mikoyan-Gurevich MiG-19 'Farmer'
  - Mikoyan-Gurevich MiG-21F 'Fishbed'
  - Sukhoi Su-7 'Fitter-A'
  - Sukhoi Su-9/11 'Fishpot'
- Reino Unido
  - De Havilland Sea Vixen
  - English Electric Lightning
  - Gloster Javelin
  - Hawker Hunter
  - Supermarine Scimitar
  - Supermarine Swift
- Estados Unidos
  - Chance-Vought F-8 Crusader
  - Grumman F-9 Cougar
  - Grumman F-11 Tiger
  - North American F-100 Super Sabre
  - McDonnell F-101 Voodoo
  - Convair F-102 Delta Dagger
  - Lockheed F-104 Starfighter
  - Republic F-105 Thunderchief
  - Convair F-106 Delta Dart